# Ruscova
Ruscova là một xã thuộc hạt Maramureș, România. Dân số thời điểm năm 2002 là 4843 người.